# Кріс Чок
Крістофер Юджин «Кріс» Чок (англ. Christopher Eugene «Chris» Chalk) — американський актор. Відомий роллю Луціуса Фокса у телесеріалі «Ґотем».

## Біографія
Навчався у Середній школі Ешвіля та в Університеті Північної Кароліни в Грінсборо. Почав свою акторську діяльність 2004 року, з'явившись в одному з епізодів телесеріалу «Закон і порядок». З того часу зіграв цілу низку ролей у більш ніж двадцяти фільмах та серіалах. Актор, зокрема, відомий ролями журналіста Гарі Купера у телесеріалі «Новини», солдата Корпусу морської піхоти США Тома Вокера у телесеріалі «Батьківщина» та вбивці Джоді Адаіра у телесеріалі «Правосуддя». 2013 року виконав роль Клеменса у фільмі «12 років рабства», а з 2015 року входить до акторського складу телесеріалу «Ґотем», де грає роль Луціуса Фокса.

## Фільмографія
| Рік  | Назва                                     | Оригінальна назва                  | Роль                      |
| ---- | ----------------------------------------- | ---------------------------------- | ------------------------- |
| 2005 | Богема                                    | Rent                               | Вуличний продавець курток |
| 2006 | Архітектор                                | The Architect                      | наркодилер                |
| 2007 | Ігри диявола                              | Before the Devil Knows You're Dead | Офіцер                    |
| 2012 | Бути Флінном                              | Being Flynn                        | Айван                     |
| 2013 | 12 років рабства                          | 12 Years A Slave                   | Клеменс                   |
| 2013 | Палаюча синь                              | Burning Blue                       | Спеціальний агент Джонс   |
| 2015 | Ліла та Ева                               | Lila & Eve                         | Алонзо                    |
| 2017 | Детройт                                   | Detroit                            | Офіцер Френк              |
| TBA  | Курорт для пірнальників на Червоному морі | The Red Sea Diving Resort          | Абдель Ахмед              |

| Рік           | Назва                            | Оригінальна назва            | Роль                        | Примітки                    |
| ------------- | -------------------------------- | ---------------------------- | --------------------------- | --------------------------- |
| 2006          | Врятуй мене                      | Rescue Me                    | Молодий чорношкірий чоловік | Епігод: «Sparks» Uncredited |
| 2009          | Гарна дружина                    | The Good Wife                | Юрист з трьох літнім стажем | Епізод: «Crash»             |
| 2010          | Закон і порядок: злочинні наміри | Law & Order: Criminal Intent | Остін Арвіс                 | Епізод: «Inhumane Society»  |
| 2011          | Підозрюваний                     | Person of Interest           | Лоуренс Поуп                | Епізод: «Pilot»             |
| 2013          | Правосуддя                       | Justified                    | Джоді Адаір                 | 2 епізоди                   |
| 2011–13       | Батьківщина                      | Homeland                     | Том Вокер                   | 7 епізодів                  |
| 2014          | Сини анархії                     | Sons of Anarchy              | Флінт                       | Епізод: «Black Widower»     |
| 2012–14       | Новини                           | The Newsroom                 | Гарі Купер                  | 24 епізоди                  |
| 2015–наші дні | Ґотем                            | Gotham                       | Луціус Фокс                 | 33 епізоди                  |
| 2015          | Ускладнення                      | Complications                | Єпископ Дарій               | 8 епізодів                  |
| 2016          | Чорний список                    | The Blacklist                | Джон Еддісон                | Епізод: «Drexel (No. 113)»  |
| 2016          | Підземка                         | Underground                  | Вільям Стілл                | 3 епізоди                   |